# Кубок Чехії з футболу 1997—1998
Кубок Чехії з футболу 1997–1998 — 5-й розіграш кубкового футбольного турніру в Чехії. Титул вперше здобув Яблонець.

## Календар
| Раунд            | Дата            | Матчі | Клуби     |
| ---------------- | --------------- | ----- | --------- |
| Попередній раунд |                 | 22    | 134 → 112 |
| Перший раунд     |                 | 48    | 112 → 64  |
| 1/32 фіналу      |                 | 32    | 64 → 32   |
| 1/16 фіналу      |                 | 16    | 32 → 16   |
| 1/8 фіналу       | 7-8 квітня 1998 | 8     | 16 → 8    |
| 1/4 фіналу       | 29 квітня 1998  | 4     | 8 → 4     |
| 1/2 фіналу       | 5-6 травня 1998 | 2     | 4 → 2     |
| Фінал            | 9 червня 1998   | 1     | 2 → 1     |

## 1/16 фіналу
| Команда 1                          | Рахунок      | Команда 2                 |
| ---------------------------------- | ------------ | ------------------------- |
| Млада Болеслав                     | 1:2          | Хмел (Блшани)             |
| Могул (Колін)                      | 1:3          | Дукла (Пржибрам)          |
| Граніце                            | 3:0          | Крнов                     |
| Карвіна                            | 1:1 пен. 2:4 | Банік (Острава)           |
| Пльзень                            | 0:2          | Вікторія (Пльзень)        |
| Богеміанс (Прага)                  | 3:2          | СК Чеське Будейовіце      |
| Чеська Липа                        | 0:1          | Тепліце                   |
| Вітковіце                          | 0:3          | Яблонець                  |
| Їглава                             | 0:4          | Бобі (Брно)               |
| Нератовіце                         | 3:0          | СК Хрудим                 |
| Пелікан (Дечин)                    | 0:4          | МУС Мост                  |
| Словацка Славія (Угерске Градіште) | 1:2          | Вікторія Жижков           |
| Синот (Старе Место)                | 1:3          | Каучук (Опава)            |
| Брумов                             | 0:3          | Петра (Дрновіце)          |
| АФК Хрудим                         | 1:1 пен. 6:5 | Атлантік (Лазне Богданеч) |
| Світ (Злін)                        | 0:1          | Славія (Прага)            |

## 1/8 фіналу
| Команда 1         | Рахунок      | Команда 2          |
| ----------------- | ------------ | ------------------ |
| 7-8 квітня 1998   |              |                    |
| Хмел (Блшани)     | 1:1 пен. 4:5 | Дукла (Пржибрам)   |
| Граніце           | 1:2          | Банік (Острава)    |
| Богеміанс (Прага) | 0:1          | Вікторія (Пльзень) |
| Тепліце           | 1:5          | Яблонець           |
| Нератовіце        | 1:2          | Бобі (Брно)        |
| МУС Мост          | 1:1 пен. 5:4 | Вікторія Жижков    |
| Каучук (Опава)    | 0:1          | Петра (Дрновіце)   |
| АФК Хрудим        | 0:3          | Славія (Прага)     |

## 1/4 фіналу
| Команда 1        | Рахунок      | Команда 2          |
| ---------------- | ------------ | ------------------ |
| 29 квітня 1998   |              |                    |
| Петра (Дрновіце) | 2:1 дч       | Дукла (Пржибрам)   |
| Бобі (Брно)      | 1:1 пен. 4:2 | Банік (Острава)    |
| Славія (Прага)   | 1:0          | Вікторія (Пльзень) |
| МУС Мост         | 1:2          | Яблонець           |

## 1/2 фіналу
| Команда 1        | Рахунок | Команда 2      |
| ---------------- | ------- | -------------- |
| 5-6 травня 1998  |         |                |
| Петра (Дрновіце) | 2:0     | Славія (Прага) |
| Яблонець         | 1:0 дч  | Бобі (Брно)    |

## Фінал
| 9 червня 1998 |

| Яблонець                 | 2:1 дч   | Петра (Дрновіце) |
| ------------------------ | -------- | ---------------- |
| Громадко 73' Когоут 102' | Протокол | Кафка 65' (пен.) |

| Стадіон Евжена Рошицького, Прага Глядачів: 8 276 Арбітр: Любомир Пучек |